# ام‌دی‌پی
ام‌دی‌پی (انگلیسی: Madison Dearborn Partners) شرکت سرمایه‌گذاری آمریکایی است، که در سال ۱۹۹۲ تأسیس شد.